# Аліансас обрерас
Аліа́нсас О́брерас (робітничі союзи) — робітничі організації в Іспанії 1934.
Створені соціалістами з представників місцевого керівництва соціалістич. партії і профспілок. Аліансас обрерас спочатку виступали проти єдиного фронту робітників і селян. Після вступу до Аліансас Обрерас комуністів (1934) багато з цих організацій набуло революційного характеру.
В Астурії Аліансас обрерас, створивши єдиний фронт комуністів, соціалістів та анархістів і встановивши зв'язок з селянством, стали органами робітничо-селянської влади під час збройного повстання в жовтні 1934 р.
Наприкінці 1934 р. Аліансас Обрерас припинили свою діяльність.